# Echinorhynchus lageniformis
Echinorhynchus lageniformis is een soort haakworm uit het geslacht Echinorhynchus. De worm behoort tot de familie Echinorhynchidae. Echinorhynchus lageniformis werd in 1838 beschreven door Ekbaum.